# Центральный науатль
Центральный науатль (Central Aztec, Central Nahuatl, Náhuatl del Centro, Tlaxcala-Puebla Nahuatl) — язык, на котором говорят ацтеки в штатах Пуэбла и Тласкала в Мексике. Центральный диалект не следует путать с группой диалектов центрального науатль, на которых говорят в штатах Герреро, Мехико и Пуэбла.